# 北華大学
北華大学（ホッカだいがく、ピンイン: Běihuā Dàxué、英名:Beihua University）は、中華人民共和国吉林省の吉林市にある総合大学である。

## 概要
1999年に吉林市内にあった4つの高等教育機関（吉林師範学院、吉林医学院、吉林林学院、吉林電気化高等本科学校）が統合され、設立された。大学の校訓は「崇徳尚学、自強力行」である。

## 学部学科
- 法学部

　*法学
　*政治学
- 教育学部

　*心理学
　*初等教育学
　*教育工学
- 体育教育学部

　*体育教育学
- 中国語学・中国文化学部

　*中国語学・中国文化学
　*コミュニケーション学
- 外国語学部

　*日本語学
　*英語学
- 音楽学部

　*音楽学
- 芸術学部

　*芸術学
　*描画学
　*デザイン学
- 歴史・文化学部

　*歴史学
- 数学部

　*数学
　*数学教育学
- 物理学部

　*物理学
　*物理教育学
- 化学・バイオ学部

　*化学
　*化学教育学
- 材料科学と工学学部

　*応用化学
　*物質化学
- 機械工学部

　*機械工学
　*産業デザイン学
- 電気工学・情報学部

　*電気・コミュニケーション学
　*自動化学
　*電気・情報学
- コンピューター科学・ソフトウェア学部

　*コンピューター1
　*コンピューター2
　*ソフトウェア工学
- 運輸・土木工学部

　*運輸学
　*土木工学
　*建築学
- 林学部

　*林学
　*景観・園芸学
　*食料・環境科学
- 基礎医学部

- 公衆健康学部

- No.1医療学部

- 医学試験学部

- 口腔病学部

- 栄養学部

- 薬学部

- 経済学部

　*国際経済学・貿易学
　*ビジネスマネジメント
　*公共マネジメント
　*金融マネジメント
　*観光マネジメント
- 臨床教育学部

- 国際教育学部

## 国外協定校
- 日本
  - 北陸大学
  - 大阪経済法科大学
  - 福岡工業大学

## そのほか
中国人の学生と留学生の学生寮は別である。前者は4-8人部屋、後者は2人部屋である。中国人学生は地元の吉林省を始めとする東北三省の出身者が多いが、概ね国内全土から来ている。留学生はパキスタン、ロシア、韓国、モンゴル、ソマリアなどの出身者が多い。